# Gare d'Anizy - Pinon
La gare d'Anizy - Pinon est une gare ferroviaire française située sur le territoire de la commune de Pinon, à proximité d'Anizy-le-Château, dans le département de l'Aisne en région Hauts-de-France.
C'est une gare de la Société nationale des chemins de fer français (SNCF) desservie par des trains TER Hauts-de-France.

## Situation ferroviaire
Établie à 61 m d'altitude, la gare d'Anizy - Pinon est située au point kilométrique (PK) 122,502 de la ligne de La Plaine à Hirson et Anor (frontière), entre les gares ouvertes de Vauxaillon et de Clacy - Mons. C'est une ancienne gare de bifurcation, origine de la ligne d'Anizy-Pinon à Chauny (fermée).
Elle est équipée de deux quais : le quai « 1 » dispose d'une longueur utile de 352 m pour la voie « 1 », le quai « 2 » d'une longueur utile de 357 m pour la voie « 2 ».

## Histoire
Jusqu'à la Première Guerre mondiale, la gare était également le terminus d'un tramway électrique la reliant à Tergnier.

## Fréquentation
De 2015 à 2023, selon les estimations de la SNCF, la fréquentation annuelle de la gare s'élève aux nombres indiqués dans le tableau ci-dessous.
| Année     | 2015   | 2016   | 2017   | 2018   | 2019   | 2020   | 2021   | 2022   | 2023    |
| --------- | ------ | ------ | ------ | ------ | ------ | ------ | ------ | ------ | ------- |
| Voyageurs | 87 381 | 80 983 | 83 874 | 75 945 | 87 841 | 59 518 | 76 946 | 97 130 | 116 605 |

## Service des voyageurs

### Accueil
Gare SNCF, elle dispose d'un bâtiment voyageurs, avec guichet, ouvert tous les jours. Elle est notamment équipée d'automates pour l'achat de titres de transport.
Une passerelle permet le passage d'un quai à l'autre.

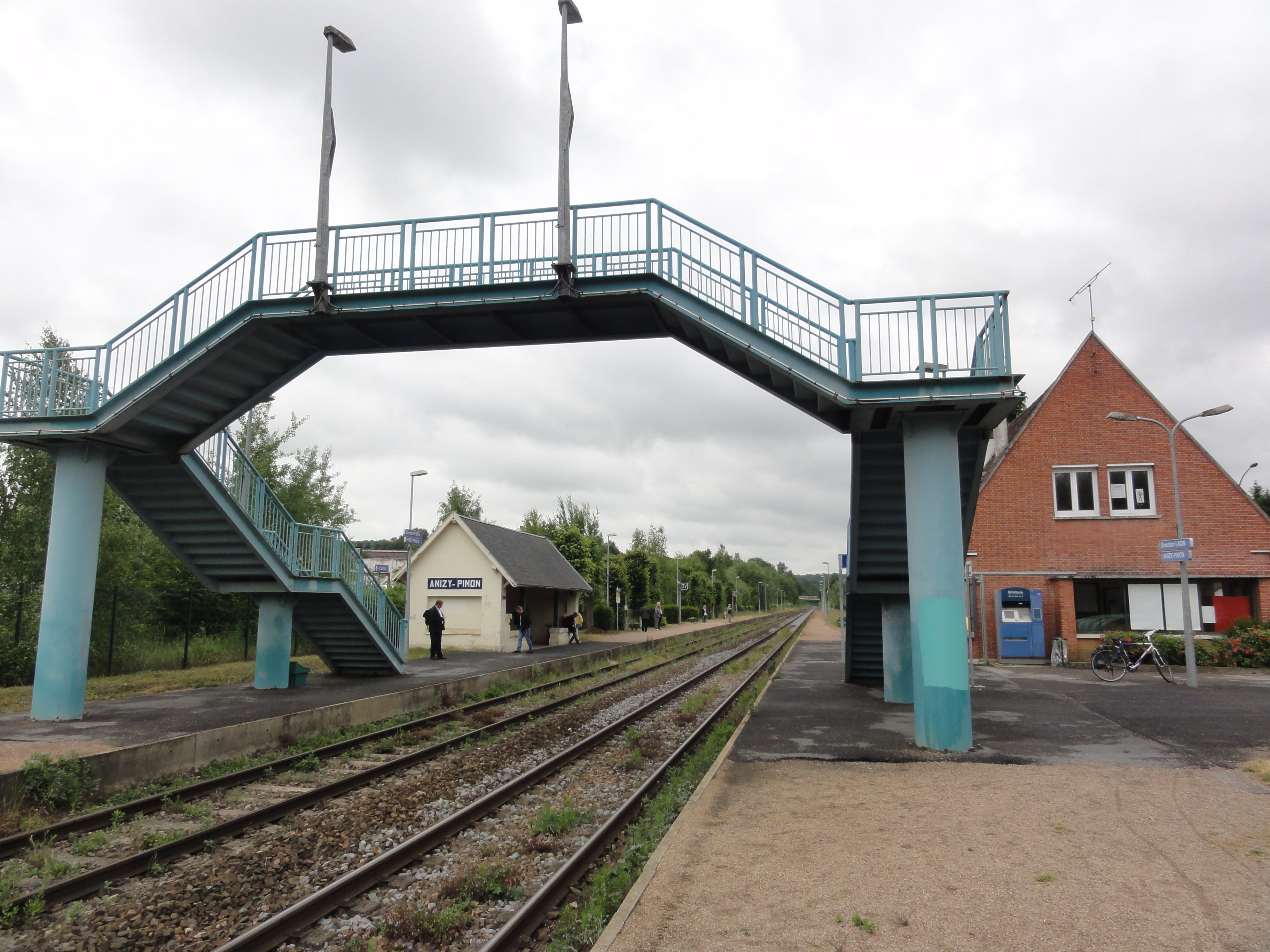
La passerelle.
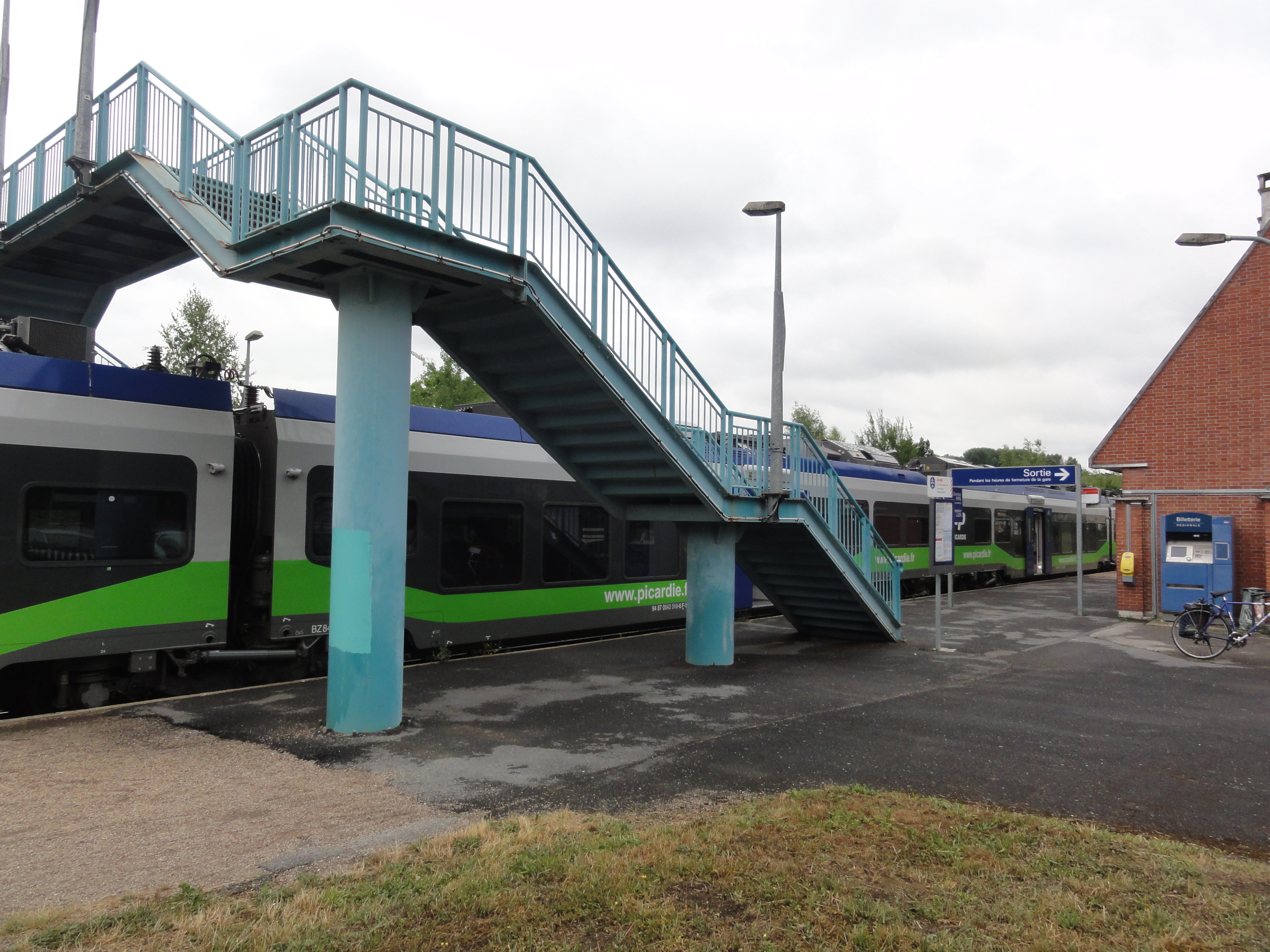
Un train TER Picardie à quai.

### Desserte
Anizy - Pinon est desservie par des trains TER Hauts-de-France, express ou omnibus, qui effectuent des missions entre les gares : de Crépy-en-Valois et de Laon ; de Paris-Nord et de Laon.

### Intermodalité
Un parking y est aménagé.